# The Almost
The Almost é uma banda cristã de rock alternativo de Tampa Bay, Florida. O líder da banda é Aaron Gillespie que já foi baterista da banda Underoath.

## História
The Almost é um projeto paralelo de Aaron Gillespie, foi criado em 2005. Não há uma data coerente, mas existe desde quando Aaron fez músicas que não se encaixaram com o estilo do Underoath. Aaron continuou compondo, tendo parceria de Kenny Vasoly na música chamada Yule Be Sorry que está no album Happy Christmas Volume 4, da Tooth and Nail Records. Em 7 de novembro de 2006 The Almost, já continha outra música chamada Jhonny Cash, mas depois foi trocada para Southern Weather, hoje é conhecida como Say This Sooner.
Southern Weather
Seu álbum de estréia foi lançado em 3 de abril de 2007 com o nome Southern Weather, lançado pelas duas gravadoras da banda Tooth and Nail Records e Virgin Records. Antes do álbum ser lançado em março no dia 19 de 2007, o videoclipe Say This Sooner já tinha sido lançado. A Banda é um sucesso na internet onde no MySpace bateu recorde e também no PureVolume onde é a banda mais tocada de todo o site. Ainda em 2007 a Banda lançou outro videoclipe, da canção Southern Weather.

## Membros
- Aaron Gillespie  - vocal (2005 - atualmente)
- Dusty Redmon (ex Dead Poetic) - guitarra (2006 - atualmente)
- Jay Vilardi - guitarra (2007 - atualmente)
- Jon Thompson - baixo (2010 - atualmente)
- Joe Musten - bateria (2008 - atualmente)

## Discografia
Álbuns de Estúdio
- Southern Weather (2007)
- Monster, Monster (2009)
- Fear Inside Our Bones (2013)
- Fear Caller (2019)

EP'
- No Gift to Bring (2008)
- Monster (2009)
- I Want It Real (2019)
- Tame a Lion (2019)
- Chokehoad (2019)
- Hand Grenade - Acoustic (2019)

Demos
- The Almost Demossss (2005)

## Videoclipes
- Say This Sooner (2007)
- Southern Weather (2007)
- Little Drummer Boy (2009)
- Lonely Wheel (2009)
- Hands (2009)
- No I Don't (2010)
- Moster Monster (2010)
- I'm Down (2013)